# Ponet-et-Saint-Auban
Ponet-et-Saint-Auban là một xã thuộc tỉnh Drôme trong vùng Auvergne-Rhône-Alpes ở đông nam nước Pháp. Xã Ponet-et-Saint-Auban nằm ở khu vực có độ cao từ 353-1041 mét trên mực nước biển.